# Eddie O'Connor
Eddie O'Connor est un homme d'affaires irlandais, cofondateur et président de Mainstream Renewable Power, un groupe spécialisé dans la production d'énergie renouvelable.

## Parcours
Eddie O'Connor est titulaire d'un baccalauréat en génie chimique (1970) et d'une maîtrise en génie industriel (1976), tous deux de l'University College Dublin, et d'un doctorat en administration des affaires des Centres de gestion internationaux. Après avoir obtenu son diplôme, il a rejoint l'Electricity Supply Board of Ireland, où il occupe plusieurs postes de direction, jusqu'à son départ en 1987 pour devenir directeur général de Bord na Móna.[réf. nécessaire]
Il devient ensuite fondateur et directeur général d'Airtricity, la société irlandaise de développement de parcs éoliens de 1997 à janvier 2008. Lorsque Airtricity est vendu à E.ON et Scottish and Southern Energy en 2008 pour environ 2 milliards d'euros, il crée Mainstream Renewable Power. Il aurait gagné, à titre personnel, 50 millions d'euros grâce à la transaction. L'activité principale de Mainstream Renewable Power consiste à développer, construire et exploiter des centrales d'énergie renouvelable en collaboration avec des partenaires stratégiques. La société emploie plus de 100 personnes et possède des bureaux à Berlin, Cape Town, Singapour, Dublin, Glasgow, Londres, Santiago et Toronto.
Eddie O'Connor, inspiré par l'idée du Supergrid européen, fonde SuperNode Ltd, une entreprise technologique mondiale qui conçoit des systèmes de connexion supraconducteurs pour mieux connecter la production d'énergie renouvelable et accroître l'interconnexion des réseaux dans les marchés matures. SuperNode est fondée en 2018 par O'Connor et Mainstream Renewable Power. SuperNode est désormais détenue conjointement par O'Connor et le groupe d'investissement norvégien AKER Horizons.

## Récompenses
Eddie O'Connor est par ailleurs directeur honoraire de l'Association européenne de l'énergie éolienne,. En septembre 2009, il a reçu le tout premier prix de leadership lors des Ernst & Young Global Renewable Energy Awards annuels. En juin 2008, il reçoit un doctorat honorifique en sciences de l'University College Dublin. Il est également membre du conseil consultatif du Energy Futures Lab de l'Imperial College London.
En 2010, Eddie O'Connor reçoit la UCD Foundation Day Medal pour sa contribution exceptionnelle à l'ingénierie.